# Jilin (Stadt)

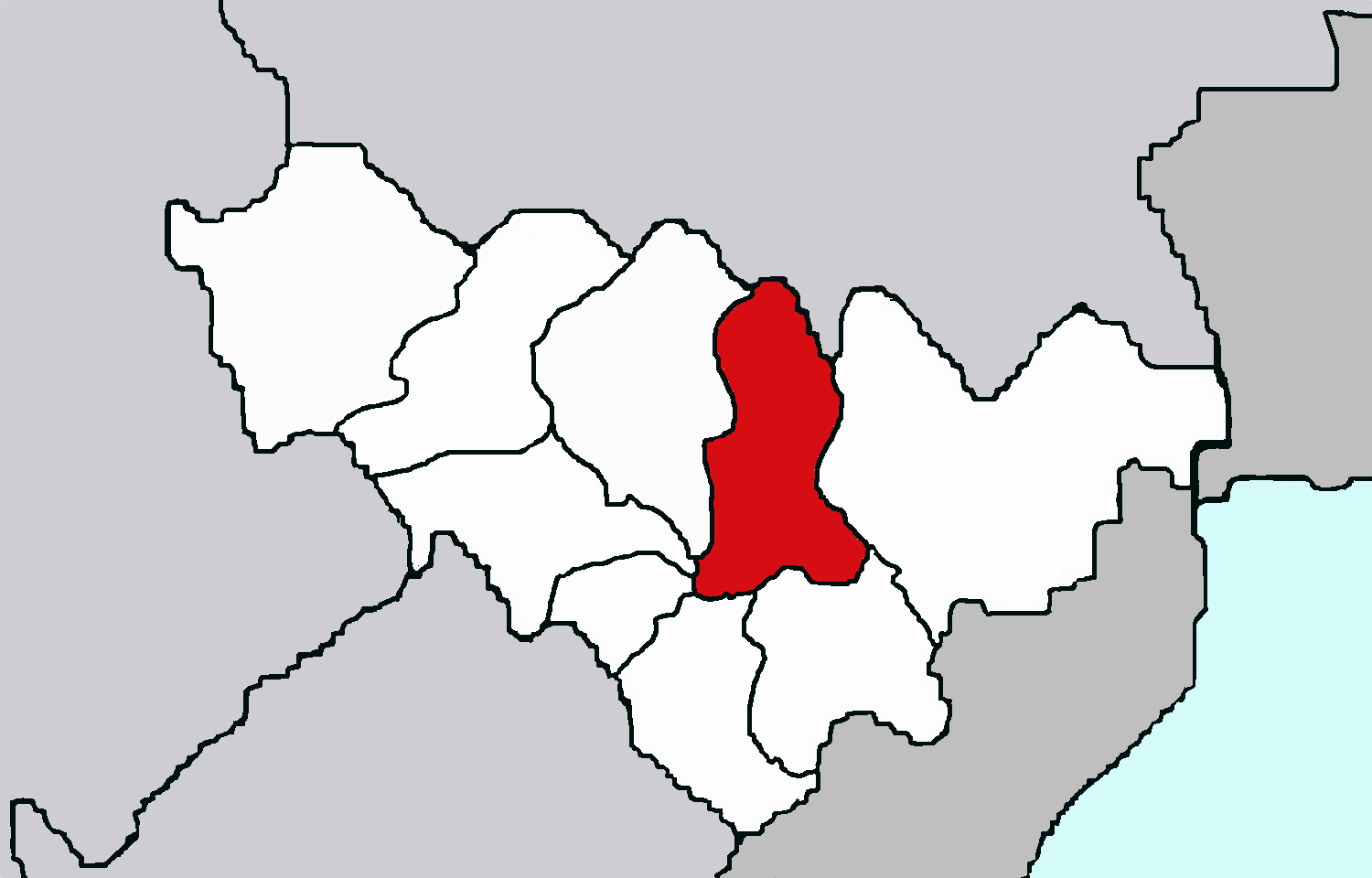
Lage der Stadt Jilin in der Provinz Jilin

Jilin (chinesisch 吉林市, Pinyin Jílín Shì) oder deutsch auch Kirin ist eine bezirksfreie Stadt in der gleichnamigen Provinz im Nordosten der Volksrepublik China. Die Stadt liegt am Fluss Songhua Jiang, das Stadtzentrum ungefähr zehn Kilometer unterhalb der Fengman-Talsperre, einer der großen Talsperren Chinas. Das Verwaltungsgebiet der Stadt hat eine Fläche von 27.120 km² und 3.623.713 Einwohner (Stand: Zensus 2020). In dem eigentlichen städtischen Siedlungsgebiet leben 1.469.722 Menschen (Stand: Zensus 2010).

## Administrative Gliederung
Die Stadt Jilin setzt sich auf Kreisebene aus vier Stadtbezirken, einem Kreis und vier kreisfreien Städten zusammen. Diese sind (Stand: Zensus 2010):
- Stadtbezirk Chuanying (船营区), 688 km², 491.989 Einwohner;
- Stadtbezirk Longtan (龙潭区), 1.110 km², 527.350 Einwohner;
- Stadtbezirk Changyi (昌邑区), 806 km², 658.960 Einwohner;
- Stadtbezirk Fengman (丰满区), 1.032 km², 296.822 Einwohner;
- Kreis Yongji (永吉县), 2.624 km², 394.486 Einwohner, Hauptort: Großgemeinde Kouqian (口前镇);
- Stadt Panshi (磐石市), 3.960 km², 505.779 Einwohner;
- Stadt Jiaohe (蛟河市), 6.050 km², 447.226 Einwohner;
- Stadt Huadian (桦甸市), 6.250 km², 444.843 Einwohner;
- Stadt Shulan (舒兰市), 4.600 km², 645.702 Einwohner.

## Wirtschaft
Jilin ist eine schnell wachsende Industriemetropole mit 1.469.722 Einwohnern im Jahr 2010, im Jahr 1990 betrug die Einwohnerzahl noch 1.090.329. In der Stadt ansässig sind vor allem Eisen und Stahl verarbeitende Betriebe sowie Chemieindustrie, auch die Nahrungsmittelverarbeitung spielt eine große Rolle.
In einer Rangliste der Städte nach ihrer Lebensqualität belegte Jilin im Jahre 2018 den 169. Platz unter 231 untersuchten Städten weltweit.

## Tourismus
Zwischen Januar und Februar bildet sich entlang des Flusses Songhua Jiang Reif in großen Mengen auf den Bäumen. Dies entsteht durch den aufsteigenden Nebel aus dem Fluss, der bei Temperaturen um −10 bis −20 °C tröpfchenweise gefriert. Dies gilt als eines der vier Naturwunder Chinas.
Dadurch lockt Jilin jeden Winter zahlreiche Touristen, vor allem aus Japan, an, die dieses Naturereignis bestaunen wollen.

## Geschichte
Jilin wurde erst 1673 als Garnisonsstadt gegründet. 1913 erhielt die Stadt Bahnanschluss nach Changchun. Wie andere Städte in der Mandschurei auch, kam Jilin von 1931 bis 1945 unter japanische Besatzung. Der schwerindustrielle Ausbau der Stadt ist zu einem großen Teil den Japanern zuzuschreiben, welche die Mandschurei als ihr Rohstofflager betrachteten.
Am 13. November 2005 ereignete sich in der Petrochemiefabrik No. 101, der Firma Petrochina, eine Serie von Explosionen, die als Chemieunfall von Jilin bekannt wurde. Dabei wurde nach offiziellen Angaben der Fluss Songhua Jiang mit etwa 100 Tonnen Benzol verseucht.
Von 1927 bis 1930 lebte der spätere koreanische Diktator Kim Il-sung in der Stadt und besuchte hier eine Mittelschule. Er wurde im Herbst 1929 inhaftiert. An seinen Aufenthalt in Jilin erinnert eine Statue.
Am 13. Mai 2020 wurde berichtet, dass nach dem erneuten Auftreten von 21 COVID-19-Fällen in einem Vorort der Stadt, diese als weitere Großstadt weitgehend abgeschottet wird.

## Töchter und Söhne der Stadt
- Fu Baorong (* 1978), Hockeyspielerin
- Lu Zhuo (* 1980), Eisschnellläufer
- Li Changyu (* 1983), Eisschnellläufer
- Gong Jinjie (* 1986), Bahnradsportlerin
- Li Dan (* 1986), Eisschnellläuferin
- Wang Nan (* 1987), Eisschnellläufer
- Xu Mengtao (* 1990), Freestyle-Skisportlerin
- Sun Longjiang (* 1992), Eisschnellläufer
- Meng Fanqi (* 1998), Biathletin
- Zhang Qiongyue (* 2004), Sportschützin